# 张建侯
张建侯（1914年—1991年），男，江苏泰兴人，中国化学工程学家、教育家，曾任天津大学教授、博士生导师。